# Kill Your Darlings (2006)
Kill Your Darlings är en amerikansk-svensk dramakomedifilm från 2006 i regi av Björne Larson.

## Handling
Den svenske manusförfattaren Erik (Andreas Wilson) prövar lyckan i Los Angeles, men det går inte vägen. För att ha råd med hyran så måste han jobba som snabbmatsfotograf. Filmen handlar om hans resa ute i öknen med en underlig kvinna (Lolita Davidovich) och tre olika karaktärer på resa genom samma öken till en kändispsykolog, en självmordsbenägen hemmafru (Julie Benz), en snäll gangster (Fares Fares) och en transvestit (Alexander Skarsgård).

## Rollista (i urval)
- Andreas Wilson - Erik
- Julie Benz - Katherine
- Lolita Davidovich - Lola
- Fares Fares - Omar
- Alexander Skarsgård - Geert
- Greg Germann - Stevens
- John Larroquette - Dr. Bangley
- Stellan Skarsgård - Eriks pappa